# Euscelus postoculidens
Euscelus postoculidens es una especie de coleóptero de la familia Attelabidae.

## Distribución geográfica
Habita en La Española.